# Spottiswoode Aitken

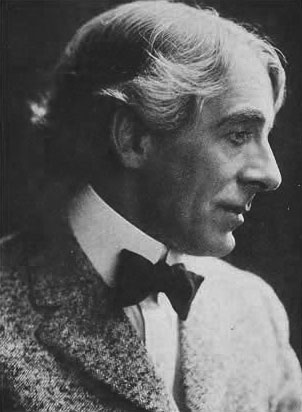
Frank Spottiswoode Aitken (1916)

Frank Spottiswoode Aitken (* 16. April 1868 in Edinburgh; † 26. Februar 1933 in Los Angeles, Kalifornien) war ein britisch-amerikanischer Stummfilmschauspieler und Autor, der meist in würdevollen Charakterrollen eingesetzt wurde.

## Leben
Frank Spottiswoode Aitken wurde 1868 im schottischen Edinburgh geboren und hatte bereits im Alter von 13 Jahren sein Bühnendebüt als Schauspieler. Fast 20 Jahre tourte er mit Wandertheatern durch die Vereinigten Staaten. Während einer Produktion von Pocahontas lernte er 1907 den Schauspieler und späteren Regisseur David Wark Griffith kennen. Am Broadway stand er im Jahre 1909 mit der Komödie Billy auf der Bühne. Sein Debüt als Filmschauspieler gab er 1911 mit dem Film Her Humble Ministry. Als einer der ersten Schauspieler arbeitete er in Hollywood, obwohl die Filmindustrie zu dieser Zeit an der Ostküste der USA noch stärker war.
Als freischaffender Schauspieler war er für mehrere Filmgesellschaften tätig, wobei er häufig als würdevolle Autoritätsfigur oder als Vater der Hauptfigur besetzt wurde. Aitken trat unter anderem mit dem Ensemble der Biograph Company auf, so in The Battle (1911) und Home, Sweet Home (1914). Seine heute bekannteste Rolle ist die des Südstaaten-Familienpatriarchen Dr. Cameron in Griffiths Die Geburt einer Nation (1915). Aitken spielte auch in der Bartholomäusnacht-Episode in Intolerance (1916), ebenfalls unter Griffiths Regie. 1920 trat er neben Lon Chaney und Lewis Stone in Nomads of the North auf. Als Autor schrieb er zudem die Originalgeschichte zum Stummfilm God's Great Wilderness (1927) mit Russell Simpson.
Im Jahre 1922 ließ er sich von seiner Frau Marion Dana Jones scheiden, mit der er drei Kinder hatte. Nach mehr als 100 Filmauftritten zog Spottiswoode Aitken sich 1928 wegen zunehmenden gesundheitlichen Problemen aus dem Filmgeschäft zurück. Fünf Jahre später starb er im Alter von 65 Jahren in Los Angeles.

## Filmografie (Auswahl)
- 1911: Her Humble Ministry
- 1911: An Actor in a New Role
- 1911: The Battle
- 1911: The Cook
- 1912: Just Married
- 1915: Die Geburt einer Nation (The Birth of a Nation)
- 1916: Intoleranz (Intolerance)
- 1920: The White Circle (nach  Robert Louis Stevenson: The Pavillon on the Links)
- 1922: Der Graf von Monte Christo (Monte Cristo)
- 1922: Der junge Maharadscha (The Young Rajah)
- 1923: Sechs bange Tage (Six Days)
- 1924: Triumph (Triumph)
- 1925: Der Adler (The Eagle)
- 1925: The Goose Woman
- 1925: The Coast Patrol
- 1926: The Two-Gun Man
- 1926: The Power of the Weak
- 1927: Roaring Fires
- 1928: The Power of the Press